# Smyczkowo (przystanek kolejowy)
Smyczkowo (ros. Смычково) – przystanek kolejowy w miejscowości Smyczkowo, w rejonie łużskim, w obwodzie leningradzkim, w Rosji. Położony jest na linii Ługa – Batieckij.